# Найжаркіший місяць
Найжаркіший місяць (рос. Самый жаркий месяц) — радянський двосерійний художній фільм 1974 року, знятий на кіностудії «Мосфільм».

## Сюжет
Віктор Лагутін працював підручним сталевара кілька років, потім закінчив інститут і прийшов уже на інший завод… Знову підручним, тому що розумів, що підпорядкувати собі стихії вогню і металу і, головне, повести за собою людей — справа нелегка і вчитися цьому треба довго. І ось працює він підручним поруч зі старим сталеваром, всіма шанованим майстром Сартаковим і таким же, як і сам Віктор, підручним — Петькою Хромовим. Але Петька на відміну від Віктора не знає закоханості в працю, яка спалює серце, не знає почуття болю за метал. Петька задоволений зарплатою, життям, заводом, веселий, безтурботний: є, мовляв, директор і всякі інші там «інженери», нехай вони і думають, а він тільки виконавець, інститутів не кінчав… Він, так само як і багато інших, терпить те ставлення до людей і до мартенівських печей, яке бачить в кінці майже кожного кварталу, ту саму штурмівщину, коли доводиться вичавлювати неможливі — на диво схожі! — швидкісні плавки, щоб покрити відставання в плані сусіднього заводу, тому що це відставання принесе великі неприємності всій області. Віктор, людина нова, був вражений, зіткнувшись з цим… Гаряче виступив він проти свого майстра Сартакова, вважаючи, що від таких плавок псуються печі, та й метал виходить найнижчої якості, а найважливіше — люди втрачають повагу до своєї праці. І в цій своїй міцній моральній позиції Віктор зливається з усім робітничим класом.

## У ролях
- Ігор Владимиров — Ратомський, директор заводу
- Леонід Дьячков — Віктор Лагутін, сталевар
- Марія Корєнєва — Олена, лікар
- Іван Лапиков — Сартаков, досвідчений сталевар
- Ігор Охлупін — Петро Хромов
- Валерій Афанасьєв — епізод
- Євген Буренков — епізод
- Еммануїл Віторган — епізод
- Наталія Гундарева — Галина
- Олена Драпеко — Зоя
- Володимир Козєлков — епізод
- Юрій Крюков — Стас
- Борис Кудрявцев — Якушин
- Леонід Кулагін — Лук'янов
- Борис Юрченко — Федір
- Георгій Бурков — сталевар
- Володимир Удалов — голова цехкому
- Валентина Березуцька — епізод
- Віктор Отиско — епізод
- Федір Одиноков — сталевар
- Анатолій Єгоров — епізод
- В'ячеслав Бутенко — епізод
- Валерій Пушкарьов — епізод
- Михайло Калинкін — епізод
- Станіслав Міхін — епізод
- Михайло Чигарьов — епізод
- Євген Зосімов — епізод
- Віктор Мизін — епізод
- Борис Руднєв — робітник в черзі
- Василь Циганков — начальник цеху
- Валерій Бондаренко — сталевар
- Володимир Мишкін — інженер
- Іван Марін — епізод

## Знімальна група
- Режисер — Юлій Карасик
- Сценаристи — Геннадій Бокарьов, Юлій Карасик
- Оператори — Аркадій Кольцатий, Ілля Міньковецький, Валерій Шувалов
- Композитор — Едуард Хагагортян
- Художник — Борис Бланк